# Hotel Imperial
Hotel Imperial är en amerikansk dramafilm från 1927 i regi av Mauritz Stiller. Huvudrollen spelas av Pola Negri. Filmen är baserad på den ungerska pjäsen med samma namn av Lajos Bíró från 1917.

## Handling
Filmen utspelar sig under första världskriget på ett hotell i Galicien. Anna är städerska på Hotel Imperial, hon och hennes kollegor gömmer en österrikisk löjtnant från den ryska armén. Eftersom han inte kan fly, då staden och hotellet är belägrat blir hans enda utväg att förkläda sig i rollen som betjänt.
General Juschkiewitsch som leder truppen som inkvarterat sig på hotellet försöker på alla sätt få Anna att bli hans. Men hon är inte det minsta intresserad, hon är ämnad för någon helt annan. 

## Rollista i urval
- Pola Negri - Anna Sedlak
- James Hall - Löjtnant Paul Almasy
- George Siegmann - General Juschkiewitsch
- Max Davidson - Elias Butterman
- Michael Vavitch - Tabakowitsch
- Otto Fries - Anton Klinak
- Nicholas Soussanin - Baron Fredrikson
- Golden Wadhams - Major General Sultanov

## DVD
Filmen finns utgiven på DVD. 